# Кошманов, Михаил Михайлович
Михаи́л Миха́йлович Кошма́нов (1923—1945) — младший лейтенант Рабоче-крестьянской Красной Армии, участник Великой Отечественной войны, Герой Советского Союза (1944).

## Биография
Михаил Кошманов родился 18 декабря 1923 года в селе Николо-Комаровка (ныне — Камызякский район Астраханской области). После окончания семи классов школы и школы фабрично-заводского ученичества работал слесарем на судоремонтном заводе. В июне 1942 года Кошманов был призван на службу в Рабоче-крестьянскую Красную Армию. В 1943 году он окончил Камышинское танковое училище. С ноября того же года — на фронтах Великой Отечественной войны. К июлю 1944 года гвардии младший лейтенант Михаил Кошманов командовал танком 53-го танкового полка 69-й механизированной бригады 9-го механизированного корпуса 3-й гвардейской танковой армии 1-го Украинского фронта. Отличился во время освобождения Львовской области Украинской ССР.
21 июля 1944 года во время боёв за Жалкев экипаж Кошманова уничтожил 2 танка, 4 БТР и большое количество солдат и офицеров противника. 28 июля 1944 года на своём танке Кошманов провёл разведку, углубившись вперёд основных сил полка на 40 километров. Добравшись до Самбора, Кошманов в бою уничтожил 2 тяжёлых танка противника. 13 августа 1944 года во время боёв на Висле экипаж Кошманова отразил большое количество вражеских контратак, удержав плацдарм.
Указом Президиума Верховного Совета СССР от 23 сентября 1944 года гвардии младший лейтенант Михаил Кошманов был удостоен высокого звания Героя Советского Союза с вручением ордена Ленина и медали «Золотая Звезда» за номером 4654.
25 января 1945 года Кошманов погиб в боях на Одере. Похоронен на Холме Славы во Львове.
Был также награждён орденами Отечественной войны 1-й степени и Красной Звезды.
В честь Кошманова названа улица в Астрахани и установлен обелиск в Николо-Комаровке.